# Odette et Édouard Bled
Pour les articles homonymes, voir Bled.
Odette (1907-1991) et Édouard Bled (1899-1996) sont un couple d'instituteurs français ayant conçu un manuel d'exercices orthographiques et grammaticaux utilisé dans les écoles françaises et devenu si institutionnel qu'on emploie couramment, par antonomase, le nom « Bled » comme un nom commun.

## Biographie
Édouard Bled, dont le patronyme se prononce Blé, est né le 18 janvier 1899 à Saint-Maur-des-Fossés (Val-de-Marne). Il perd sa mère le 16 janvier 1917 et l'enterre le jour de ses dix-huit ans. Après sa formation à l'École normale de Chartres, il est nommé  instituteur à Mouroux, puis à Mortcerf et enfin à Paris. En 1930, il rencontre Jeanne Marguerite Odette Berny, jeune normalienne, née le 18 juin 1907 à Carhaix (Finistère), avec laquelle il se marie le 12 août 1933 à Paris (4e arrondissement). Ensemble, ils enseigneront jusqu'à leur retraite. À Paris, à l'école Saint-Louis en l'Isle, directeur d'école, puis de cours complémentaire, Édouard Bled achève sa carrière comme principal du collège de la rue Grenier-sur-l'Eau.
Utilisant leur expérience et les observations qu'ils font sur les difficultés des élèves à intégrer l'orthographe et la grammaire française, Odette et Édouard Bled rédigent ensemble un petit manuel d'exercices simples et présentés d'une façon claire, utilisant la méthode des « textes à trous », dont les sujets sont pris dans la vie courante. La première édition est publiée en 1946 par les éditions Hachette. Le succès est immédiat et sera durable, presque 20 millions d'exemplaires vendus et de constantes rééditions. 
Aujourd'hui encore, le Bled est utilisé dans de nombreuses écoles et a acquis, avec le Bescherelle, le titre d'« incontournable » de la langue française.
Après avoir pris sa retraite, le couple continue sa lutte pour la défense de la langue française et affirme ses positions contre la réforme de l'orthographe en publiant un Cours d'orthographe et un Dictionnaire orthographique. Le 31 août 1991, Odette Bled décède à Saint-Nazaire (Loire-Atlantique), âgée de 84 ans, suivie par son mari Édouard Bled le 29 décembre 1996 à Nice (Alpes-Maritimes), âgé de 97 ans. 
Leur nom a été donné à une école de Saint-Maur-des-Fossés, ville natale d'Édouard Bled.
Ils sont les parents de deux enfants : Annie (née en 1935), mère de Laurent et Philippe, et Jean-Paul (né en 1942), historien, père de Marc et Carine. Édouard et Odette Bled sont inhumés au cimetière Rabelais 2 de Saint-Maur-des-Fossés.

## LeBledaujourd'hui
Bien qu'ils soient encore aujourd'hui considérés comme des ouvrages de référence, nombre de grammairiens et de pédagogues, telle Bénédicte Gaillard, estiment que la pédagogie utilisée par le Bled, novatrice voire révolutionnaire en 1950 (la dictée y était présentée dans les livres du maître comme moyen de contrôle, après des gammes d'apprentissage, et non comme un moyen d'apprentissage par elle-même), porte en effet la marque de son temps. Au reste, longtemps en situation de monopole, le Bled a été concurrencé par d'autres ouvrages plus modernes même s'ils reposent sur le même principe (exposé d'une règle simple, exercices à trous), comme la série O.R.T.H. de Jean Guion (éd. Hatier).
Il n'en demeure pas moins que la série des Bled reste à la fois emblématique d'une certaine idée de l'école primaire française et de l'enseignement de la langue. Le Bled appartient ainsi à une mémoire collective, indissociable, pour les plus anciens, de l'odeur de l'encre violette et du bruit de la plume Sergent-Major dans les encriers de porcelaine.

## Activité syndicale
Odette et Édouard Bled ont été toute leur vie adhérents de la section de la Seine puis de la section de Paris du Syndicat national des instituteurs (SNI), principale organisation syndicale des enseignants du primaire en France entre 1920 et 1992. 
Édouard Bled y a exercé des responsabilités militantes. Il fut notamment membre du conseil syndical départemental de la section de Seine du Syndicat national des instituteurs (une cinquantaine de membres sur un territoire correspondant aux actuels départements 75, 92, 94) avant puis après la Seconde Guerre mondiale au sein duquel il assuma la responsabilité de secrétaire de la commission des conflits (avant guerre) puis de secrétaire de la commission des directeurs (d'école). Édouard Bled évoque son activité syndicale dans plusieurs passages de Mes Écoles, ainsi que son attachement à la Mutuelle générale de l'éducation nationale (MGEN). Il y évoque plusieurs personnalités marquantes qu'il a connues, Louis Roussel et Émile Glay (les fondateurs du Syndicat pour lesquels il ne cache pas son admiration) ou encore Georges Lapierre. 
S'il n'appartenait pas au « premier cercle » dirigeant (les neuf membres du Bureau de la section de la Seine du SNI), il appartenait au second et avait conservé des contacts personnels avec les dirigeants de la section de la Seine, notamment Robert Seguy. Il siégea notamment à divers titres au Conseil syndical de 1945 à 1958 et fut délégué du personnel à la première commission administrative paritaire départementale des instituteurs de 1948 à 1951 ainsi qu'au conseil départemental de l'enseignement primaire de la Seine (élu en 1952, réélu en 1954 et 1956).
Édouard Bled militait au sein de la tendance majoritaire (confédérée), « Majorité autonome » appelée Unité-Indépendance-Démocratie depuis 1965 au Syndicat national des instituteurs et de la FEN (1971).

## Publications

### Publications d'Odette et Édouard Bled
- Cours d'orthographe, Hachette, 1946 (Le Bled), prix Pol-Comiant de l’Académie française en 1971
- Guide pratique d'orthographe, avec la collaboration de Henri Bénac, Paris, Hachette, 1975, prix Saintour de l'Académie française en 1977
- Cours d'orthographe, Hachette, 1987
- Dictionnaire orthographique, Hachette, 1987

### Publications d'Édouard Bled
- Mes écoles, Robert Laffont, Paris, 1977, Recueil de souvenirs autobiographiques sur la vie scolaire, prix Fabien de l'Académie française en 1979
- J’avais un an en 1900, Arthème Fayard, Paris, 1987. Souvenirs autobiographiques, prix Montyon de l'Académie française en 1988